# Arizona Public Service
Pour les articles homonymes, voir APS.
Arizona Public Service Company (APS) est une société produisant, transportant et distribuant de l'électricité en Arizona aux États-Unis. La plus grande de son industrie dans cet État, elle fait partie du conglomérat Pinnacle West Capital Corporation (NYSE : PNW), une société publique dont les actions sont listés dans le S&P 500.
Ayant une capacité de 4 000 MW en 2010, APS alimente en énergie plus de 1 million de clients à travers l'Arizona, mais ses activités sont principalement concentrées dans le nord et le centre de l'État. Elle et Salt River Project alimentent en électricité la ville de Phoenix en Arizona.